# Sex für Anfänger
Sex für Anfänger (Roger Dodger, zu Deutsch etwa Roger, der Schwindler) ist eine US-amerikanische Filmkomödie von Dylan Kidd aus dem Jahr 2002.

## Handlung
Roger Swanson arbeitet in New York City in der Werbebranche. Eines Tages macht seine ältere Freundin Joyce, die gleichzeitig seine Chefin ist, Schluss mit der Beziehung.
Swanson wird von seinem 16-jährigen Neffen Nick aus Ohio besucht. Nick offenbart später seinem Onkel, dass er noch Jungfrau sei. Er bittet Swanson um Ratschläge, wie man eine Frau verführen kann. Swanson besucht mit ihm einige Lokale, bis sie in einer Bar auf Andrea und Sophie treffen. Swanson gibt sich Nick gegenüber als erfolgreicher Frauenheld aus, aber erweist sich mehr und mehr als verbitterter Verlierer, während der sympathische Nick nur an seiner Unerfahrenheit und mangelnden Menschenkenntnis scheitert. Swanson gibt schließlich vor, er habe Nick durch sein Verhalten einen Vorteil verschaffen wollen. Der Versuch, zumindest eine der beiden Frauen zu verführen, endet schließlich erfolglos, wobei Swanson es fertigbringt, die Schuld daran Nick zuzuschieben, obwohl er selbst es war, der die Frauen mit seinem Zynismus und seiner Dreistigkeit abgeschreckt hat.
Swanson nimmt seinen Neffen mit zu einer Party bei seiner Chefin Joyce. Nick versucht dort zunächst, die betrunkene Sekretärin von Joyce zu verführen. Er bekommt jedoch ein schlechtes Gewissen und lässt sie schlafen. Swanson macht währenddessen Joyce und ihrem neuen, wesentlich jüngerem Freund vor den Kollegen eine Szene und wird schließlich mit Nick vor die Tür gesetzt.
Swanson hat eigentlich genug von dem Abend, aber da Nick unbedingt seine Unschuld verlieren will, nimmt er ihn mit in ein heruntergekommenes Bordell. Nick gerät an eine abgebrühte Prostituierte, die den Akt mit ihm schnell hinter sich bringen will. Swanson, der zunächst draußen gewartet hat, mischt sich ein, und nach einer chaotischen, tumultartigen Szene finden sich Onkel und Neffe erneut draußen auf dem Bürgersteig wieder. Der betrunkene, frustrierte Nick fällt über Swanson her, und wortlos raufen sie eine Weile inmitten von Müllsäcken. Schließlich muss Swanson den völlig erschöpften Jungen heim in seine Wohnung tragen.
Am nächsten Tag entschuldigt sich Nick bei Swanson und verabschiedet sich. Nicks Mutter machte sich bereits Sorgen, weil sie Nick seit zwei Tagen nicht gesehen hat, und ist erleichtert, als er wieder da ist.
In der Schule sitzt Nick mit seinen Kumpels zusammen. Sie reden über eine attraktive Mitschülerin. Nick vermeidet, mit seinen eher peinlichen Abenteuern in New York zu prahlen. Einige Zeit später besucht Swanson seinen Neffen in Ohio und spricht mit Nicks Freunden über Frauen. Swanson spricht Nicks attraktive Mitschülerin an und macht sie auf Nick neugierig, genau wie zuvor in New York bei Andrea und Sophie. Der Film lässt offen, wie Nick reagieren wird.

## Kritiken
Kenneth Turan schrieb in der Los Angeles Times vom 25. Oktober 2002, man spüre nicht, dass der Regisseur mit diesem Film debütiert habe. Dylan Kidd habe einen der seltenen Filme gemacht, die interessanter und komplexer seien als derer Beschreibung klinge. Die Darstellung von Campbell Scott bereichere den gespielten Charakter um „Trostlosigkeit“ und „Schwermut“. Die Kameraführung verleihe den Ereignissen „Intimität“ und „Direktheit“.

## Auszeichnungen
Dylan Kidd gewann drei Auszeichnungen der Internationalen Filmfestspiele von Venedig 2002, darunter den FIPRESCI Prize. Außerdem gewann er 2002 Preise des Tribeca Film Festivals und des San Francisco Film Critics Circle und wurde für einen Preis des Thessaloniki Film Festivals nominiert. Er und Jesse Eisenberg gewannen 2002 Preise des San Diego Film Festivals. Campbell Scott gewann im Jahr 2002 den Preis des National Board of Review. Joaquín Baca-Asay gewann 2002 den New York Film Critics Circle Award.
Dylan Kidd in den Kategorien Bestes Regiedebüt und Bestes Drehbuch sowie Campbell Scott wurden im Jahr 2003 für den Independent Spirit Award nominiert. Craig Wedren wurde 2003 für den Golden Satellite Award nominiert. Dylan Kidd gewann 2003 den Chicago Film Critics Association Award und den Victoria Independent Film & Video Festival Award und wurde außerdem für den Gotham Award und für den Online Film Critics Society Award (in zwei Kategorien) nominiert.

## Hintergrund
Der Independentfilm Sex für Anfänger wurde in New York City gedreht. Er hatte seine Weltpremiere am 9. Mai 2002 auf dem Tribeca Film Festival. Der Film spielte weltweit in den Kinos ca. 1,93 Millionen US-Dollar ein, darunter ca. 1,27 Millionen US-Dollar in den Kinos der USA.